# Verbano Unihockey Gordola
 Verbano Unihockey Gordola ist ein Schweizer Unihockeyverein aus Gordola im Kanton Tessin. Die erste Mannschaft vom Verbano Unihockey Gordola spielt ab der Saison 2016/17 in der Nationalliga B.

## Geschichte

### Gründung
Der Verein entstand 1990 unter dem Deckmantel von SAG Gordola. SAG Gordola ist ein Turn- und Sportverein aus der Ortschaft Gordola. Der eigentliche Grundstein konnte zur Saison 1998/199 mit der Fusion zwischen Unisag Gordola und dem UHC Verbano Locarno aus dem Bezirkshauptort Locarno gelegt werden.
Zur Saison 2001/02 konnten die Verantwortlichen den langjährigen Profi Patrik Lönell verpflichten. Von 2010 bis 2014 arbeitete Philippe Soutter als Trainer bei Verbano, der in seiner Amtszeit die 1. Mannschaft von der fünftklassigen 3. Liga in die drittklassigen 1. Liga führte.

### Aufstieg in die Nationalliga B
Die Tessiner konnten die Saison 2015/16 sensationell auf dem ersten Rang mit vier Punkten Vorsprung auf den Verfolger UHC Pfannenstiel beenden. In den darauffolgenden Playoffs schlug die Mannschaft die Jona-Uznach Flames und konnte den Aufstieg in der Best-of-Five-Serie innert drei Spielen forcieren. Somit steht der Verein zur Saison 2016/17 in der Nationalliga B.

## Stadion
Die Mannschaften von Verbano UH Gordola tragen deren Trainings und Heimspiele in der Sporthalle Gottardo sowie in der Sporthalle Naviglio aus. Beide Sporthallen befinden sich in der Ortschaft Tenero.